# بنداد تحقیقات هخامنشی
بنیاد تحقیقات هخامنشی نام بنیادی است که در سال ۱۳۵۳ (۱۹۷۴ میلادی) توسط علیرضا شاپور شهبازی بنیان نهاده شد و هدفش تحقیق و پژوهش دربارهٔ ایران دوران هخامنشی بود. بنیاد تحقیقات هخامنشی نخستین پایگاهی بود که در تخت جمشید شکل گرفت و به تحولات بسیار منجر شد. یکی از ویژگی‌های مهم آن، استقرار یک پایگاه پژوهشی در سایت جهانی تخت‌جمشید است.
محمد حسین طالبیان، مهمترین هدف بنیاد تحقیقات هخامنشی را انتشار مقالات و کتب پژوهشی در چارچوب قوانین سازمان میراث فرهنگی دانست.